# Тразакко
Тразакко (итал. Trasacco) — коммуна в Италии, расположена в регионе Абруццо, подчиняется административному центру Л’Акуила.
Население составляет 6143 человека (на 2005 г.), плотность населения составляет 119,51 чел./км². Занимает площадь 51,4 км². Почтовый индекс — 67059. Телефонный код — 0863.
Покровителем коммуны почитается священномученик Кесидий. Праздник ежегодно празднуется 31 августа.